# クレスト (企業)
株式会社クレストは、沖縄県に本社をおくITソリューション事業を営む企業。また株式会社テレプロからFMラジオ事業の全部譲渡を受け、2009年1月1日から2024年3月31日まで沖縄県北谷町のコミュニティ放送FMニライを運用していた。

## エフエムにらい

### 概要
前身の「エフエムちゃたん」は2004年に開局。テレビ番組制作・技術を行っていた株式会社テレプロ（本社：那覇市。東京都港区の同業種同名の会社とは関係ない）の直営であった。沖縄県のコミュニティ放送で初めて、サテライトスタジオを美浜メディアステーションの中に設置。開局特番を美浜メディアステーションの駐車場前にてミュージシャンのパーソナリティーが中心に放送。サテライトスタジオは土・日曜の番組で放送していた。開局当時、サテライトスタジオが本局と勘違いしている者もいた。現在していないが、時報の前に英語と日本語で「○○時です」放送していた。
2008年5月には、独自のインターネット放送（ちゅらじお）を開始し、沖縄ソングを中心に放送していた（現在は終了）。
2009年1月1日付で、テレプロのラジオ事業の全てを株式会社クレストに譲渡。放送免許は継承されたためコールサインに変更はないが、呼出名称が「エフエムにらい」に変更。同時に愛称も「FMニライ」として再スタートした。
2009年4月1日、沖縄県では初SimulRadioに参加。
前述の美浜メディアステーション内のサテライトスタジオの運用はしばらく休止していたが、2015年4月11日より運用を再開した。
2019年9月23日からFMいしがきサンサンラジオと業務提携を行い、平日11・12時台や土日の一部時間帯などにFMニライ独自番組を放送する以外はFMいしがきサンサンラジオと番組が共通化（FMいしがき制作番組とミュージックバード配信番組）されたが、2020年9月でミュージックバードの番組、同年10月でFMいしがき制作番組のネットと自社制作の生放送番組のほとんどが打ち切られた。
番組は24時間放送で、2021年6月現在は北谷町や隣接する嘉手納町の広報番組が放送される以外は、沖縄県内の伝統芸能の紹介番組など、あらかじめ収録された番組となっている。
しまくとぅば放送局として、北谷町、嘉手納町、宜野湾市の地域情報と、沖縄語（うちなーぐち）の普及、伝達に努めている。
生放送番組の一部はYouTubeで映像も配信されていた。
クレストから分社化する形でニライ合同会社を設立。放送事業を引き継いだが、経営難により、同社は他社への事業譲渡も模索した。しかし、不調に終わったため、2024年3月31日で閉局することを同月発表した。